# 恒松祐里
恒松祐里（日语：／ Tsunematsu Yuri，1998年10月9日—）是日本女演員，東京都出生，身高158.5公分，所屬經紀公司為Amuse。

## 經歷
- 幼稚園時[2]，父母為了改善恒松害羞的個性[3] 幫他報名了Amuse和PARCO的試鏡，並通過試鏡進入藝能界。2005年電視劇《琉璃之島》作為一個童星首次亮相[2]。從7歲開始10年內參加了240個試鏡[4]。
- 2013年，富士電視台《FNS27時間TV（日语：FNS27時間テレビ_(2013年)）》節目裡明石家秋刀魚喜歡的女性選擇企劃「ラブメイト10（日语：さんま・中居の今夜も眠れない）」，當時14歲的恒松獲得第6名成為一個話題[5]。
- 2015年，演出NHK晨間劇《小希》（第4週），飾演桶作元治和桶作文的孫女桶作友美。10月演出富士電視台月九時段連續劇《朝5晚9》 ，飾演主角櫻庭潤子的妹妹櫻庭寧寧[4]。
- 2016年，主演在台灣拍攝的網路微電影《說不出的那句話》，飾演不擅長人際關係因父親工作和再婚而搬來台灣的高中生友梨[6]。

## 演出

### 電視劇
| 播出年份 | 播出日期                  | 集數                | 戲劇名稱                                        | 首播頻道   | 角色                        | 備註   |
| -------- | ------------------------- | ------------------- | ----------------------------------------------- | ---------- | --------------------------- | ------ |
| 2005年   | 4月30日・5月21日          | 第3集・第6集        | 琉璃之島                                        | 日本電視台 | 有川いずみ（小時候）        | [ 2 ]  |
| 2008年   | 3月1日                    | 全劇                | 花臉男與妹妹                                    | 朝日電視台 | 成田真美                    |        |
| 2008年   | 3月28日                   | 全劇                | 未來遊樂園II〜馬賊與旋轉木馬〜                  | 朝日電視台 | 三浦真由（少女期）          |        |
| 2009年   | 3月29日・4月12日          | 第1集・第3集        | 飛上天空的輪胎                                  | WOWOW      | 片山美香                    |        |
| 2010年   | 5月21日－7月2日           | 全劇                | 鋼之女                                          | 朝日電視台 | 高田百合                    |        |
| 2011年   | 4月21日・4月28日・6月16日 | 第1集・第2集・第9集 | 鋼之女第2季                                     | 朝日電視台 | 高田百合                    |        |
| 2013年   | 6月12日                   | 第9集               | 家族遊戲                                        | 富士電視台 | 水上沙良（國中）            |        |
| 2015年   | 4月20日－22日             | 第19集－21集        | 小希                                            | NHK        | 桶作友美                    |        |
| 2015年   | 5月16日                   | 第6集               | 虐待狂刑警                                      | 日本電視台 | 河東めぐみ                  |        |
| 2015年   | 10月12日－12月14日        | 全劇                | 朝5晚9                                          | 富士電視台 | 櫻庭寧寧                    | [ 4 ]  |
| 2015年   | 11月27日                  | 第7集               | 天才婦科醫（產科醫鴻鳥）                        | TBS        | 小松留美子（少女期）        |        |
| 2016年   | 3月2日                    | 第8集               | 脆弱_病理醫岸京一郎的所見                       | 富士電視台 | 出羽加奈                    |        |
| 2016年   | 8月20日                   | 全劇                | 毛骨悚然撞鬼經驗 夏之特別篇2016「誘惑的沼澤」   | 富士電視台 | 高松瞳                      |        |
| 2016年   | 9月18日－12月18日         | 37集開始            | 真田丸                                          | NHK        | 阿菊 (真田信繁長女)（すえ） |        |
| 2017年   | 9月9日                    | 全劇                | FNS27小時TV「源氏さん!物語」                    | 富士電視台 | 夕顔                        |        |
| 2017年   | 12月4日－25日             | 全劇                | 咲-Saki-阿知賀編 episode of side-A              | MBS        | 松實玄                      | [ 7 ]  |
| 2017年   | 12月18日                  | 全劇                | Refrain                                         | 富士電視台 | 綾織紬                      | [ 8 ]  |
| 2018年   | 1月8日                    | 全劇                | 咲-Saki-阿知賀編 episode of side-A「特別編」    | MBS        | 松實玄                      | [ 7 ]  |
| 2018年   | 1月13日－3月17日          | 全劇                | 有錢人家鳥事多                                  | 日本電視台 | 池江里子                    | [ 9 ]  |
| 2018年   | 6月25日－7月23日          | 全劇                | 覺悟吧！那邊的女孩                              | MBS        | 朝倉小雨（女主角）          | [ 10 ] |
| 2018年   | 7月24日－9月25日          | 全劇                | 東京宇宙人兄弟                                  | 日本電視台 | 千波（女主角）              | [ 11 ] |
| 2018年   | 12月17日                  | 全劇                | 月曜名作劇場 新･淺見光彦系列「繁華之下」        | TBS        | 丹野奈緒                    | [ 12 ] |
| 2019年   | 5月6日－6月24日           | 全劇                | 都立水商！～令和～                              | MBS        | 真中希海                    | [ 13 ] |
| 2019年   | 6月29日                   | 單集                | 有錢人家鳥事多 2019夏～雖然是夏天但還是冷死了～ | 日本電視台 | 池江里子                    | [ 14 ] |
| 2019年   | 8月19日                   | 第6集               | 監察醫 朝顏                                     | 富士電視台 | 黑岩美咲                    | [ 15 ] |
| 2020年   | 1月24日－3月6日           | 全劇                | 女高中生的虛度日常                              | 朝日電視台 | 菊池茜                      | [ 16 ] |
| 2020年   | 2月17日・24日             | 第5集・第6集        | 百字成劇                                        | 東京電視台 | ・高山有希                  | 初主演 |
| 2020年   | 6月6日                    | 單集                | 間諜之妻（スパイの妻）                                    | NHK BS8K   | 駒子                        |        |
| 2020年   | 6月19日                   | 第3集               | 家政夫三田園 第四季                             | 朝日電視台 | 花田櫻                      |        |
| 2020年   | 9月21日                   | 第11集              | SUITS 第二季                                    | 富士電視台 | 鮎川依子                    |        |
| 2021年   | 4月24日－6月26日          | 全劇                | 別哭實習醫生                                    | 朝日電視台 | 中園くるみ                  |        |
| 2021年   | 6月1日－10月29日          | 第12回－第120回     | 歡迎回來百音                                    | NHK        | 野村明日美                  | [ 18 ] |
| 2022年   | 10月20日－12月8日         | 全劇                | The Travel Nurse                                | 朝日電視台 | 向坂麻美                    |        |
| 2023年   | 1月11日－3月15日          | 全劇                | Reversal Orchestra                              | 日本電視台 | 谷岡奏奈                    |        |
| 2023年   | 4月29日・6月10日          | 第2集・第8集        | 巧克力醫生                                      | 日本電視台 | 百瀬杏樹                    |        |
| 2023年   | 10月16日－12月7日         | 全劇                | 假冒美羽小姐                                    | NHK        | 美羽さくら                  |        |
| 2024年   | 1月17日                   | 第2集               | 隔壁的護佐姐姐                                  | 日本電視台 | 高梨萌                      |        |
| 2024年   | 1月30日                   | 第4集               | 正直不動產2                                     | NHK        | 山本美玲                    |        |
| 2024年   | 6月8日                    | 單集                | 世界奇妙物語 夏之特別篇2024「人類寶藏」         | 富士電視台 | ミハル                      |        |
| 2024年   | 9月4日－10月9日           | 全劇                | 請找我的遺體                                    | 東京電視台 | 池上沙織                    |        |
| 2024年   | 10月17日－12月19日        | 全劇                | 我的寶物                                        | 富士電視台 | 小森真琴                    |        |
| 2025年   | 1月16日                   | 第2集               | 私人銀行家                                      | 朝日電視台 | 霧島幸絵                    |        |
| 2025年   | 3月1日・3月29日           | 第6集・最終話       | 遺產偵探                                        | 日本電視台 | 福田真央                    |        |
| 2025年   | 6月21日－8月2日           | 全劇                | 孤獨死又怎樣                                    | NHK        | 山口まゆ                    |        |
| 2025年   | 7月16日                   | 第2集               | 最後的鑑定人                                    | 富士電視台 | 戶部佐枝子                  |        |

### 電影
| 上映年份 | 上映日期 | 電影名稱                               | 角色                 | 備註            |
| -------- | -------- | -------------------------------------- | -------------------- | --------------- |
| 2009年   | 9月12日  | 殺手·婚禮之路                          |                      |                 |
| 2010年   | 4月3日   | 仰望半月的夜空                         | 夏目未來（小學）     |                 |
| 2011年   | 4月1日   | OOO・電王・All Riders Let's Go假面騎士 | ノッコ               |                 |
| 2012年   | 5月12日  | 吉貓出租                               | 佐代子（國中）       |                 |
| 2014年   | 11月18日 | 福氣大丈夫                             | 杉浦千穂（國中）     |                 |
| 2015年   | 2月28日  | 再會吧！青春小鳥                       | 仲村薺               | [ 19 ]          |
| 2015年   | 10月31日 | 俺物語！！                             | 千春                 |                 |
| 2016年   | 3月19日  | 花牌情緣 上之句                        | 將太一鎖在屋頂的學生 |                 |
| 2016年   | 11月26日 | 恐怖的天使（ホラーの天使）                         | 美波アザミ           | [ 20 ]          |
| 2017年   | 3月4日   | 春&夏事件簿                            | 芹澤直子             | [ 21 ]          |
| 2017年   | 3月25日  | 重啟咲良田「前篇」                     | 岡絵里               | [ 22 ]          |
| 2017年   | 5月13日  | 重啟咲良田「後篇」                     | 岡絵里               | [ 22 ]          |
| 2017年   | 9月9日   | 散步的侵略者                           | 立花英               | [ 23 ]          |
| 2018年   | 1月20日  | 咲-Saki-阿知賀編 episode of side-A     | 松實玄               | [ 7 ]           |
| 2018年   | 7月6日   | 虹色時光                               | 筒井真理             | [ 24 ]          |
| 2018年   | 9月14日  | 三次元女友                             | 石野亞梨紗           | [ 25 ]          |
| 2019年   | 6月28日  | 待風平浪靜                             | 昆野美波（女主角）   | [ 26 ]          |
| 2019年   | 7月5日   | 草莓之歌                               | （KAZUMI）           | [ 27 ]          |
| 2019年   | 9月20日  | 小小夜曲                               | 織田美緒             | [ 28 ]          |
| 2019年   | 11月15日 | 殺不了的他和死不了的她                 | 地味子               | [ 29 ]          |
| 2020年   | 1月24日  | 信號100                                | 箕輪紀子             | [ 30 ]          |
| 2020年   | 3月6日   | 爸爸只要一喝醉就會變成怪物             | （JUN）              | [ 31 ]          |
| 2020年   | 10月16日 | 間諜之妻                               | 駒子                 |                 |
| 2020年   | 11月13日 | 拒绝定义                               | 真陽                 | [ 注 1 ] [ 32 ] |
| 2022年   | 6月3日   | 如月車站                               | 堤春奈               | [ 33 ] [ 34 ]   |
| 2023年   | 8月25日  | G-MEN                                  | 上城レイナ           | [ 35 ]          |

### 網路劇
- 《說不出的那句話》 （2016年7月6日，YouTube）：主演 友梨[6]
- 《&美少女 NEXT GIRL meets Tokyo（日语：&美少女 NEXT GIRL meets Tokyo）》 第9集（2017年6月7日，FOD）：主演 相原美空
- 《CASIO G-SHOCK × BABY-G UNBREAKABLE》（2017年，YouTube）：短片[36]
- 全裸監督 第2季（2021年6月24日，Netflix）：飾演 乃木真梨子[37]
- JAM -the drama-（2021年8月－10月，ABEMA）：飾演 大石ラリア
- 今際之國的闖關者 第2季（2022年12月，Netflix）：飾演 塀谷朱音
- 御手洗家、炎上（2023年7月13日，Netflix）：飾演 村田柚子[38]
- 噬亡村2（2025年3月19日－4月23日，Disney+）：飾演 後藤銀（少女時期）

### MV
- 放克猴寶貝 「ありがとう（日语：ありがとう_(FUNKY_MONKEY_BABYSの曲)）」（2013年）[3]
- 高橋優 「明日はきっといい日になる」（2015年6月10日）
- 陽光直人 「Overflows 〜言葉にできなくて〜」（2016年6月21日）：飾演 瀬戸櫻子

### 廣告
- 摩斯漢堡 モスチキン（2006年）
- ECCジュニア（2007年）
- 大東建託（日语：大東建託）（2009年）
- 任天堂 Wii（2011年）
- 家庭教師のトライ（日语：家庭教師のトライ）（2012年2月－）
- 住友生命保險 「my family篇」（2014年3月－）
- 丸龜製麵 「麦とろ牛ぶっかけ」篇（2016年5月20日－）
- WonderPlanet Crash Fever「酔っ払Ride On!」篇（2016年5月14日－）[39]
- 大塚食品 碳酸飲料MATCH「告白」篇（2017年7月22日－）[40]
- CASIO 「G-SHOCK × BABY-G」（2017年11月2日－）

## 書籍

### 雜誌
- CINEMA SQUARE 「つねまっちゃんねる」（2015年9月 －，日之出出版） - 專欄連載

## 註解
1. ↑  2019年・第32回東京国際映画祭「日本映画スプラッシュ」部門出品作品。

## 外部連結
- 恒松祐里經紀公司個人介紹頁 （页面存档备份，存于）（日語）
- 恒松祐里的X（前Twitter）（日語）
- 恒松祐里的Instagram帳戶（日語）